# دنيس تشين
دنيس تشين (بالإنجليزية: Dennis Chin)‏ هو لاعب كرة قدم أمريكي، ولد في 4 يونيو 1987 في كينغستون في جامايكا. لعب مع أوتاوا فيوري وسان أنتونيو سكوربيونز وفينيكس راسينغ.

## وصلات خارجية
- دنيس تشين على موقع إي إس بي إن إف سي (الإنجليزية)
- دنيس تشين على موقع قاعدة بيانات كرة القدم.إي يو (الإنجليزية)